# Estadio Al Karkh
El Estadio Al Karkh es un estadio de usos múltiples localizado en la ciudad de Bagdad, la capital del país asiático de Irak. Se utiliza sobre todo para los partidos de fútbol y sirve como la sede habitual donde realiza su partidos el club conocido como Al-Karkh. El estadio tiene capacidad para recibir un máximo de 6.000 personas, fue renovado en 2004.